# نظام مورتيلانو
يعد نظام مورتيلانو أطول نظام كارست في إسبانيا وواحد من أكبر الأنظمة في أوروبا ، حيث يضم 140 كيلومترًا من الأروقة. بدأت عمليات استكشاف النظام في الستينيات واستؤنفت في التسعينيات؛ منذ ذلك الحين ، عُثر على أكثر من 20 مدخلًا وثمانية أنهار جوفية مع عدد كبير من الروافد الصغيرة.